# Aron Friedmann
Aron Friedmann (geboren 22. August 1855 Schaki, Russisches Kaiserreich; gestorben 9. Juni 1936 in Berlin) war Chasan und Komponist synagogaler Musik, der vor allem in Berlin gewirkt hat.

## Leben
Friedmann kam 1877 nach Berlin, um an der Jüdischen Lehrerbildungsanstalt zu studieren; u. a. war er dort Schüler des Komponisten Louis Lewandowski. Nachdem er 1882 eine Anstellung als Chasan an der Neuen Synagoge erhalten hatte, konnte er 1883 sein Studium erfolgreich abschließen.

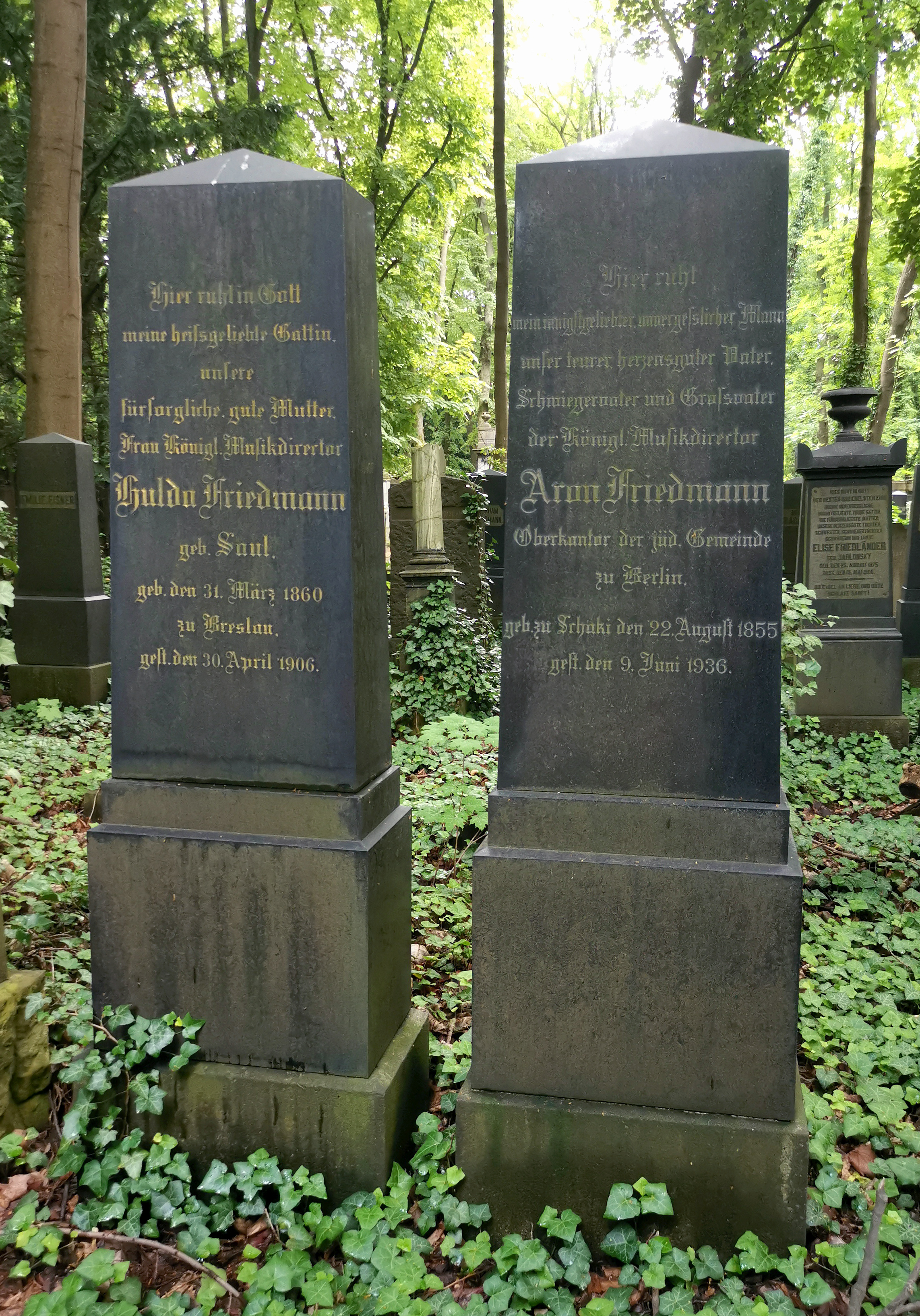
Grab auf dem Jüdischen Friedhof Berlin-Weißensee

Als Chasan studierte Friedmann weiter an der Hochschule für die Wissenschaft des Judentums und gründete dort noch in seinem ersten Jahr den Akademischen Verein für jüdische Geschichte und Literatur. Über diesen Verein machte Friedmann unter anderem die Bekanntschaft mit David Cassel und Leopold Zunz.
Parallel dazu wirkte Friedmann zwischen 1883 und 1892 (erst als Schüler, später als Dozent) am Stern’schem Konservatorium und arbeitete dort auch mit Friedrich Gernsheim zusammen. Ende 1892 betraute man Friedmann mit einem Lehrauftrag an der königlichen Akademie der Künste.
Über die Musik machte er auch die Bekanntschaft mit dem Komponisten Martin Blumner, der ihn als wichtiges Mitglied an die von ihm geleitete Sing-Akademie holte. Als zeitweiliger Vorsitzender des Allgemeinen Deutschen Kantorenvereins war er ein gern gehörter Berater der Sing-Akademie.
1884 wurde Friedmann zum „Ersten Kantor“ befördert und 1907 verlieh man ihm den Titel „königl. Musikdirektor“. Den Höhepunkt seiner Karriere erreichte er 1914 mit der Ernennung zum „Oberkantor“. Ab 1923 legte er seine Ämter nach und nach nieder und zog sich ins Privatleben zurück.
Seine Abhandlung „Der synagogale Gesang“ (1908) ist eines der ersten Werke der modernen Forschung zur Musik der Synagoge im aschkenasischen Raum.
Friedmann fand seine letzte Ruhestätte auf dem Jüdischen Friedhof Berlin-Weißensee (Feld X 2).

## Schriften (Auswahl)
- Schir lischlomo. Chasanut für das ganze liturgische Jahr („Lied Salomos“). Berlin 1901.
- Synagogale Gesänge. Eine Studie. Zum 100. Geburtstage Salomon Sulzer's und 10. Todestage Louis Lewandowski's (1904) nebst deren Bibliographien, dargestellt von Aron Friedmann, Haupt-Cantor der jüd. Gemeinde zu Berlin und Kgl. Musikdirektor. Zweite, vielfach erweiterte Auflage. Berlin, C. Boas, 1908
- Aron Friedmann 1908: Der Synagogale Gesang: Eine Studie. Verlag Kessinger Publishing, printed on demand, ISBN 978-1-167-50540-9
- Leo Roth, Richard Campbell und Helmut Aris (Hrsg.): Synagogale Gesänge, fotomechanischer Nachdruck der Ausgabe 1908 mit Nachwort und Registern, Leipzig 1978, Edition Peters
- Denkschrift zum 200-jährigen Bestehen der Berliner Alten Synagoge. 1914.
- Lebensbilder berühmter Kantoren. 1918–1928 (3 Bände).
- 50 Jahre in Berlin. Memoiren. 1929